# Насєдкін Олексій Олексійович
Олексій Олексійович Насєдкін (18 лютого 1897, місто Москва, тепер Російська Федерація — розстріляний 26 січня 1940, Москва) — радянський діяч органів держбезпеки, начальник УНКВС по Смоленській області, народний комісар внутрішніх справ Білоруської РСР. Входив до складу особливої трійки НКВС СРСР. Депутат Верховної Ради СРСР 1-го скликання (1937—1938).

## Біографія
Народився в родині робітника москательної фабрики в місті Москві (за іншими даними, в селі Мар'їно Ярославської губернії). У 1910 році закінчив чотирикласне міське училище в Москві.
У червні 1911 — лютому 1913 року — учень електромонтера в кустаря Михайлова в Москві. У лютому 1913 — грудні 1917 року — підручний електромонтера, електромонтер на фабриці Флетчера в Москві.
У січні 1918 — квітні 1919 року — рядовий 3-го запасного полку РСЧА в місті Осташкові.
Член РКП(б) з травня 1918 року.
У 1919 році закінчив курси червоних командирів у Тамбові. У травні 1919 — листопаді 1920 року — кулеметник, командир взводу кулеметної команди курсантського полку 36-ї стрілецької дивізії РСЧА на Південному фронті. У боях був контужений і двічі поранений, був головою осередку РКП(б) Особливого курсантського полку РСЧА.
У грудні 1920 — квітні 1923 року — начальник кулеметної команди 3-го полку частин особливого прзначення (ЧОП) у Москві; начальник зв'язку загону особливого призначення Замоскворецького району; начальник полкової кулеметної школи 3-го полку ЧОП у Москві.
З 1923 по 1924 рік навчався в Інституті народного господарства в Москві.
У травні 1923 — червні 1924 року — секретар осередку РКП(б) Держплану СРСР. У липні 1924 — лютому 1926 року — секретар осередку РКП(б) Московської фабрики імені Тельмана тресту «Мострикотаж». У березні 1926 — квітні 1927 року — відповідальний інструктор Хамовницького районного комітету ВКП(б) Москви.
У 1927 році закінчи Московський вечірній електротехнікум.
У органах державної безпеки з 1927 року. У червні — жовтні 1927 року — практикант економічного управління ОДПУ СРСР. У жовтні 1927 — лютому 1930 року — уповноважений 2-го відділення економічного управління ОДПУ СРСР. У лютому 1930 — квітні 1931 року — старший уповноважений 2-го відділення економічного управління ОДПУ СРСР. У квітні — вересні 1931 року — оперативний уповноважений 1-го відділення економічного управління ОДПУ СРСР. У вересні 1931 — лютому 1932 року — тво. помічника начальника 1-го відділення економічного управління ОДПУ СРСР. У лютому — березні 1932 року — помічник начальника 1-го відділення економічного управління ОДПУ СРСР.
У березні 1932 — липні 1934 року — начальник відділення економічного відділу Повноважного представництва ОДПУ по Московській області. У липні — серпні 1934 року — помічник начальника економічного відділу УДБ УНКВС по Московській області.
У серпні 1934 — червні 1935 року — начальник економічного відділу УДБ УНКВС по Середньо-Волзькому краю.
У червні 1935 — листопаді 1936 року — заступник начальника економічного відділу УДБ УНКВС по Московській області.
У листопаді 1936 — вересні 1937 року — заступник начальника контррозвідувального (3-го) відділу УДБ УНКВС по Московській області.
У вересні — жовтні 1937 року — начальник 3-го відділу УДБ УНКВС по Московській області.
З 20 жовтня 1937 по 22 травня 1938 року — начальник Управління НКВС по Смоленській області.
22 травня — 17 грудня 1938 року — народний комісар внутрішніх справ Білоруської РСР.
Входив до складу особливих трійок, створених за наказом НКВС СРСР від 30 липня 1937 року, брав активну участь в сталінських репресіях.
Заарештований 20 грудня 1938 року. Засуджений Військовою колегією Верховного суду СРСР 25 січня 1940 року до страти. Розстріляний наступного дня. Не реабілітований.

## Звання
- старший лейтенант державної безпеки (26.12.1935)
- капітан державної безпеки (16.04.1937)
- майор державної безпеки (20.05.1938)

## Нагороди
- орден Червоної Зірки (11.07.1937)
- медаль «XX років Робітничо-Селянській Червоній Армії» (22.02.1938)
- знак «Почесний працівник ВЧК-ДПУ (XV)» (20.12.1932)